# Vilhjalmur Einarsson
Vilhjalmur Einarsson (Hafranes, cerca de Reyðarfjörður, 5 de junio de 1934-Reikiavik, 28 de diciembre de 2019) fue un atleta y pintor islandés, especializado en la prueba de triple salto en la que llegó a ser subcampeón olímpico en 1956.

## Biografía
Sus padres fueron Einar Stefánsson y Sigríður Vilhjálmsdóttir. Se casó con Gerði Unndórsdóttir, con quien tuvo seis hijos.
Falleció en el Hospital Universitario Nacional de Islandia (Reikiavik) el 28 de diciembre de 2019 a los 85 años.

### Carrera deportiva
En los JJ. OO. de Melbourne 1956 ganó la medalla de plata en el triple salto, con un salto de 16.26 metros, siendo superado por el brasileño Adhemar da Silva que con 16.35 metros batió el récord olímpico, y por delante del soviético Vitold Kreer (bronce con 16.02 m).